# 纤弱早熟禾
纤弱早熟禾（学名：Poa malaca）为禾本科早熟禾属下的一个种。